# Campoplex occipitor
Campoplex occipitor là một loài tò vò trong họ Ichneumonidae.